# Church Creek (Maryland)
Church Creek es un pueblo ubicado en el condado de Dorchester en el estado estadounidense de Maryland. En el año 2010 tenía una población de 125 habitantes y una densidad poblacional de 156,25 personas por km².

## Geografía
Church Creek se encuentra ubicado en las coordenadas 38°30′19″N 76°9′16″O / 38.50528, -76.15444.

## Demografía
Según la Oficina del Censo en 2000 los ingresos medios por hogar en la localidad eran de $ 25.750  y los ingresos medios por familia eran $ 26.875. Los hombres tenían unos ingresos medios de $ 21.250  frente a los $ 16,250 para las mujeres. La renta per cápita para la localidad era de $ 19.700. Alrededor del 2,9% de la población estaba por debajo del umbral de pobreza.